# John Dunning (écrivain)
Pour les articles homonymes, voir Dunning.
John Dunning, né le 9 janvier 1942 et mort le 23 mai 2023, est un écrivain américain, auteur d'ouvrages encyclopédiques et de plusieurs romans policiers. Il est connu pour ses ouvrages de référence sur l'âge d'or de la radio et sa série de romans policiers centrés sur le libraire et ex-policier Cliff Janeway de Denver dans l'État du Colorado.

## Biographie
Né à Brooklyn, New York, en 1942, Dunning arrive dans la ville natale de son père à Charleston à l'âge de trois ans. En 1964, il quitte la maison de ses parents et s'installe à Denver où, après un premier emploi comme tailleur de verre, il est lad sur un circuit de courses hippiques, puis trouve un emploi de reporter au The Denver Post.
En 1970, il abandonne le journalisme et, tout en occupant divers emplois, se lance dans l'écriture de romans. Il publie notamment Denver (1980), un thriller historique qui reconstitue le Colorado d'avant la Deuxième Guerre mondiale quand le Ku Klux Klan dirige la ville et s'attaque aux Noirs, aux Juifs et aux catholiques. Un reporter, dont la famille sera attaquée, tente sans succès de mettre un terme aux activités du groupe. Dans Les Mécanos de la mort (Deadline, 1981) un autre journaliste met à jour les agissements douteux d'un corps d'élite d'agents secrets qui a infiltré la CIA et le FBI.
En partie à cause de problèmes avec ses éditeurs, John Dunning cesse d'écrire en 1981 et ouvre un magasin spécialisé dans les livres rares et d'occasion,. À la demande de ses amis écrivains, il revient à la fiction en 1992 avec Destinataire inconnu (Booked to Die), le premier roman d'une série consacrée aux enquêtes de Cliff Janeway. Dans le premier titre, ce héros est encore inspecteur de la police de Denver et tente de démasquer un psychopathe soupçonné d'avoir tué plusieurs sans-abris. Janeway démissionne ensuite de son poste pour ouvrir une librairie, mais diverses circonstances le remettent de temps à autre sur la piste de dangereux criminels.
Dunning réside à Denver avec son épouse Helen.

## Radio
En plus de compiler des ouvrages de référence encyclopédiques sur l'histoire de la programmation de la radio, Dunning dirige une émission de radio hebdomadaire, Old-Time Radio.

## Œuvre

### SérieCliff Janeway
- Booked to Die (1992) Publié en français sous le titre Destinataire inconnu, traduit par Johan-Frédérik Hel Guedj, Paris, Calman-Lévy, Suspense, 2007  (ISBN 978-2-7021-3835-9) ; réédition, Paris, Le Livre de poche. Thriller no 31297, 2009  (ISBN 978-2-253-12333-0)
- The Bookman's Wake (1995)
- The Bookman's Promise (2004)
- The Sign of the Book (2005)
- The Bookwoman's Last Fling (2006)

### Autres romans policiers
- The Holland Suggestions (1975)
- Looking for the Ginger North (1980)
- Denver (1980) Publié en français sous le titre Denver, traduit par Michel Ganstel, Paris, Belfond, 1984  (ISBN 2-7144-1596-2)
- Deadline (1981) Publié en français sous le titre Les Mécanos de la mort, traduit par France-Marie Watkins, Paris, Gallimard, Série noire no 1863, 1982  (ISBN 2-07-048863-2) ; réédition, Paris, Gallimard, Folio no 2603, 1994  (ISBN 2-07-038868-9)
- Two O'Clock Eastern Wartime (2001)

### Ouvrages encyclopédiques
- Tune in Yesterday: The Ultimate Encyclopedia of Old-Time Radio, 1925-1976 (1976)
- On the Air: The Encyclopedia of Old-Time Radio (1998)

## Prix et récompenses
Dunning reçoit sa première nomination à un prix en 1981 lorsque Looking for the Ginger North est nommé au prix Edgar-Allan-Poe  dans la catégorie Best Paperback Original. L'année suivante, Deadline est nommé pour la même récompense.
Son roman Booked to Die remporte le prix Nero, le Prix Dilys et est nommé à l'édition 1993 de la Bouchercon XXIV (en) dans la catégorie « Meilleur roman ». La suite de ce roman, The Bookman's Wake, est nommée pour l'édition 1996 du prix Edgar Poe dans la compétition « Meilleur roman ».

## Source
- Claude Mesplède, Dictionnaire des littératures policières, vol. 1 : A - I, Nantes, Joseph K, coll. « Temps noir », 2007, 1054 p. (ISBN 978-2-910686-44-4, OCLC 315873251), p. 637-638.

## Source de la traduction
- (en) Cet article est partiellement ou en totalité issu de l’article de Wikipédia en anglais intitulé « John Dunning (writer) » (voir la liste des auteurs).